# Thio (Benin)
Thio è un arrondissement del Benin situato nella città di Glazoué (dipartimento delle Colline) con 10.757 abitanti (dato 2006).